# WASP-42
WASP-42 är en ensam stjärna i mellersta delen av stjärnbilden Kentauren. Den har en skenbar magnitud av ca 12,6 och kräver ett kraftfullt teleskop för att kunna observeras. Baserat på parallax enligt Gaia Data Release 3 på ca 5,6 mas, beräknas den befinna sig på ett avstånd på ca 580 ljusår (ca 178 parsek) från solen. Den rör sig bort från solen med en heliocentrisk radialhastighet på ca 41 km/s.

## Egenskaper
WASP-42 är en orange till gul stjärna i huvudserien av spektralklass K1 V. Den har en massa som är ca 0,88 solmassa, en radie som är ca 0,85 solradie och har en effektiv temperatur av ca 5 300 K.  Stjärnan liknar solen i sin koncentration av tunga element, med ett metallicitets-Fe/H-index på 0,05 ± 0,13, men är mycket äldre med en ålder av ca 11,3 miljarder år. Den har stjärnfläcksaktivitet, som är typisk för dess spektralklass.
En undersökning 2017 upptäckte inga följeslagare.

## Planetsystem
År 2012 upptäcktes, WASP-42b, en exoplanet som rör sig i en snäv, svagt excentrisk bana. Planetens jämviktstemperatur är 1 021 ± 19 K.
| Planet | Massa            | Halv storaxel (AE)     | Siderisk omloppstid (d) | Excentricitet | Inklination   | Radie            |
| ------ | ---------------- | ---------------------- | ----------------------- | ------------- | ------------- | ---------------- |
| b      | 0,501 ± 0,034 MJ | 0,0548 +0,0017 −0,0018 | 4,9816872 ± 0,0000073   | 0,062 ± 0,011 | 88,30 ± 0,23° | 1,063 ± 0,051 RJ |